# Battaglia di Hagelberg
La battaglia d Hagelberg venne combattuta il 27 agosto 1813 nei pressi di Hagelberg in Germania, durante i più vasti eventi della guerra della sesta coalizione.
Un contingente di truppe prussiane e russe al comando del generale Karl Friedrich von Hirschfeld, composto principalmente di miliziani della Landwehr al loro battesimo del fuoco e cavalieri irregolari cosacchi, attaccò la divisione francese del Jean-Baptiste Girard; i francesi furono messi in rotta perdendo gran parte della loro forza.

## Antefatti
Dopo le inconcludenti trattative di pace seguite all'armistizio di Pleiswitz del 4 giugno 1813, il conflitto tra la Francia di Napoleone Bonaparte e i suoi nemici della Sesta coalizione riprese il 16 agosto con rinnovata violenza. Il corpo centrale della Grande Armata napoleonica, guidato dallo stesso imperatore, era schierato in Sassonia pronto a confrontarsi con le forze russo-prussiane di Gebhard Leberecht von Blücher a est in Slesia o a quelle austriache di Karl Philipp Schwarzenberg a sud in Boemia, ma una grossa forza distaccata era invece schierata nel Brandeburgo meridionale pronta a marciare sulla capitale prussiana di Berlino: circa 70 000 soldati francesi e alleati tedeschi erano dispiegati tra Luckau e Lübben sotto il comando del maresciallo Nicolas Charles Oudinot, con altre unità d'appoggio schierate lungo il corso del fiume Elba più a ovest. A proteggere Berlino e fronteggiare le forze di Oudinot vi erano i 110 000 della multinazionale Armata del Nord, composta da truppe prussiane, russe e svedesi comandate dal principe ereditario di Svezia Carlo Giovanni.
Oudinot si mise in marcia su Berlino il 19 agosto, ma il 23 agosto seguente fu affrontato e sconfitto dalle forze del principe Carlo Giovanni nella battaglia di Großbeeren; ignaro di questa sconfitta, il generale francese Jean-Baptiste Girard aveva nel frattempo lasciato la piazzaforte di Magdeburgo al comando di una divisione di 15 000 uomini, marciando verso est per ricongiungersi a Oudinot a sud di Berlino. Privo di chiare informazioni su questa forza francese, il quartier generale dell'Armata del Nord distaccò quindi un contingente di truppe sotto il maggior generale Karl Friedrich von Hirschfeld per individuarla e darle battaglia; von Hirschfeld mosse da Brandeburgo sulla Havel verso sud, ricevendo poi informazioni secondo le quali i francesi si erano accampati tra i villaggi di Lübnitz e Hagelberg.

## La battaglia

### Forze in campo

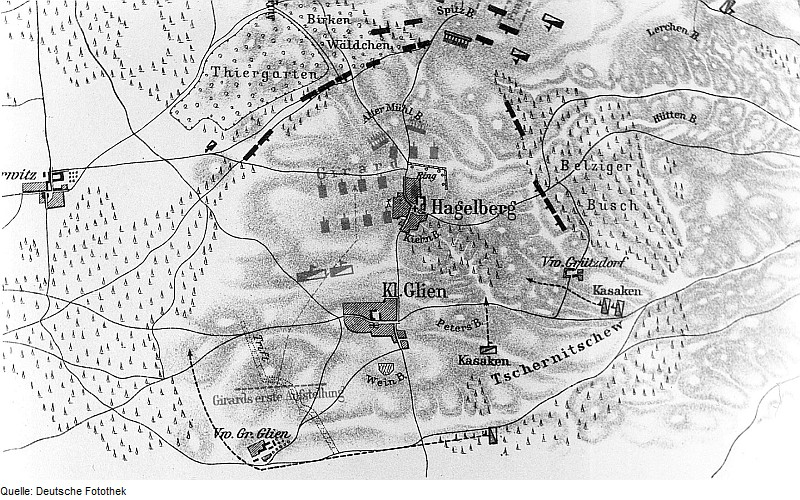
Schema della battaglia

La forza al comando di von Hirschfeld ammontava a circa 12 000 uomini, sia russi che prussiani. La componente prussiana consisteva in 18 battaglioni di fanteria e 12 squadroni di cavalleria; solo cinque dei battaglioni di fanteria erano composti da truppe regolari, mentre i restanti 13 battaglioni di fanteria e tutti gli squadroni di cavalleria appartenevano al corpo della Landwehr. Organizzata in gran parte durante il periodo dell'armistizio come rinforzo per il decimato esercito regolare prussiano, la Landwehr era una milizia popolare composta da uomini di età compresa tra 25 e 40 anni (normalmente troppo anziani per l'esercito) organizzati ed equipaggiati a spese delle amministrazioni locali; la Landwehr era poveramente equipaggiata (molti uomini non avevano armi da fuoco e dovevano combattere armati di picche o falci) e carente di ufficiali addestrati, ma era sostenuta da un elevato entusiasmo e spirito patriottico. Completava l'organico delle forze di von Hirschfeld un contingente russo sotto il comando del generale Aleksandr Ivanovič Černyšëv, composto da cinque reggimenti di cosacchi e una batteria d'artiglieria leggera con 10 o 12 pezzi.
Girard poteva schierare ad Hagelberg tra gli 8 000 e i 9 000 uomini, pari a 12 battaglioni di fanteria (di cui due provenienti dal Regno di Sassonia e uno dal Regno di Vestfalia) e 5 squadroni di cavalleria (uno di corazzieri e quattro di ussari) appoggiati da una batteria d'artiglieria forte di 14 o 24 pezzi. Le unità di Girard erano tutte regolari, ma a questo stato della campagna i ranghi delle truppe francesi erano stati rimpinguati da coscritti appena reclutati, spesso molto giovani, gravemente carenti in fatto di addestramento ed equipaggiamenti.

### Lo scontro

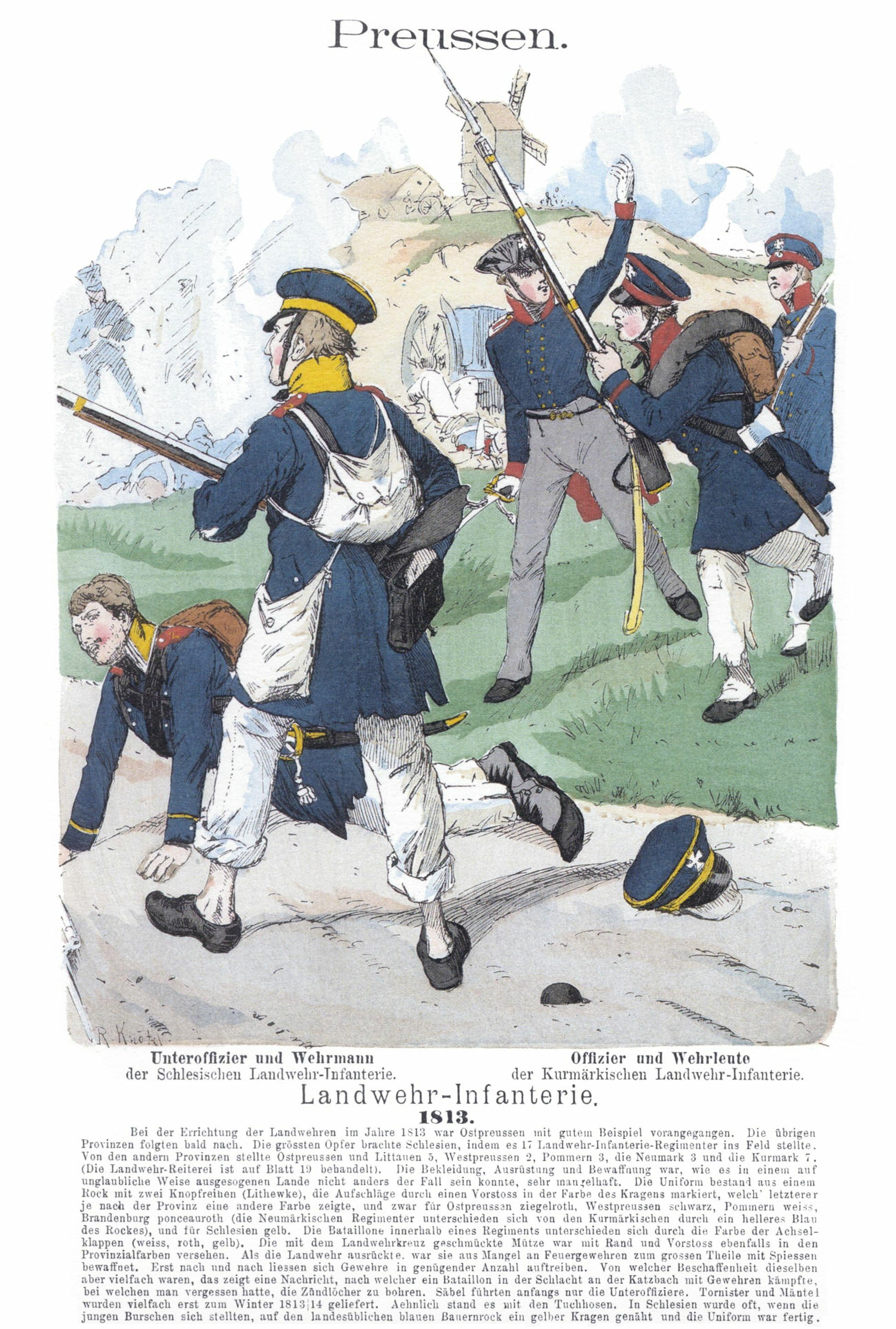
Fanteria della Landwehr prussiana nel 1813 in una tavola di Richard Knötel

Intorno alle 13:00 del 27 agosto, i tre squadroni di cavalleria della Landwehr che aprivano la marcia della colonna di von Hirschfeld si imbatterono negli avamposti della cavalleria francese vicino al villaggio di Lübnitz. Mentre i francesi chiamavano in sostegno la loro fanteria e artiglieria, il comandante dell'avanguardia prussiana, colonnello von Bismark, riunì gli otto squadroni del 5º e 6º Reggimento cavalleria Kurmark della Landwehr e si lanciò all'attacco: la carica dei prussiani travolse le posizioni dei francesi a Lübnitz, che si affrettarono a ripiegare sul corpo principale di Girard accampato più a sud ad Hagelberg. La cavalleria di von Bismark li inseguì, anche se finì con il disperdersi.
La fanteria regolare del 1º Reggimento di riserva, al comando del maggiore von Langen, seguì l'attacco della cavalleria avanzando attraverso Lübnitz; le truppe di Girard erano però ora schierate per la battaglia e il fuoco della loro artiglieria, appostata su una collina a nord di Hagelberg, fermò l'avanzata dei prussiani. Von Langen spostò quindi il suo reggimento e un reggimento di fanteria della Landwehr appena sopraggiunto verso destra dentro ai boschi a nord-ovest di Hagelberg, al fine di avvolgere la sinistra dello schieramento francese, obbligando Girard a ripiegare in direzione di Hagelberg; nel mentre, il generale Černyšëv condusse i suoi cosacchi nel bosco di Belzig sulla destra dei francesi per aggirare la loro posizione. I cosacchi di Černyšëv emersero dai boschi e attaccarono il retro delle posizioni francesi: lo squadrone di corazzieri di Girard tentò di contrattaccarli ma fu sconfitto e messo in rotta, e i cosacchi si impadronirono di due pezzi d'artiglieria e diversi carri di rifornimenti che trascinarono via con sé.
Intorno alle 15:00 von Hirschfeld aveva schierato sette battaglioni della Landwehr sul fronte della formazione francese, e li lanciò all'attacco, un battaglione dopo l'altro, scontrandosi contro il pesante fuoco difensivo del nemico. Due battaglioni prussiani espugnarono l'abitato di Hagelberg, ma furono ricacciati indietro dal fuoco dell'artiglieria francese che sparava dalle colline vicine; un battaglione della Landwehr emerse quindi dal bosco di Belzig e assaltò Hagelbreg sul fianco, appoggiato dai cosacchi russi che battagliarono con gli ussari francesi. Von Hirschfeld ordinò un'avanzata generale e la sua ala destra assaltò le colline tenute dai francesi: tre battaglioni e due squadroni della Landwehr affrontarono due battaglioni di regolari francesi, che furono infine respinti dopo un duro scontro; uno dei battaglioni francesi finì accerchiato e si arrese.
I francesi ripiegarono a sud verso il villaggio di Klein-Glien in un certo disordine, inseguiti dai cosacchi e dai fucilieri prussiani; almeno un migliaio di soldati francesi finì accerchiato e costretto alla resa. Girard dovette ordinare una ritirata generale alla volta di Magdeburgo, lasciando sul campo parecchio equipaggiamento.

## Conseguenze
Vi sono diversi conteggi per quanto riguarda le predite patite dalle forze russo-prussiane ad Hagelberg: alcune fonti indicano un totale di 1 012 perdite (234 morti e 778 feriti), mentre altre alzano questo numero a 1 759 (238 morti, 859 feriti e 662 dispersi). Di per contro, la divisione di Girard finì distrutta: i prussiani rivendicarono la cattura di 5 000 prigionieri, 7 cannoni e buona parte delle salmerie divisionali di francesi, e secondo alcuni autori Girard fu in grado di riportare a Magdeburgo solo 3 500 uomini in armi.
Hagelberg fu un test importante per la neonata Landwehr: considerata come una milizia improvvisata, la Landwerh si comportò invece molto bene, dimostrando aggressività e un morale alto nonché capacità di affrontare sul campo le truppe regolari francesi.